# Касумов, Касум Арсенович
Касум Арсенович Касумов (14 апреля 1998, Махачкала, Дагестан, Россия) — российский борец вольного стиля. Вице-чемпион Украины 2021.

## Спортивная карьера
Является воспитанником махачкалинской ШВСМ имени Али Алиева, занимался у Тагира Шахбанова. 27 сентября 2019 года ему было присвоено звание мастер спорта России. В январе 2021 года в финале чемпионата Украины уступил Игорю Никифоруку. В феврале 2021 года на международном турнире в Киеве, одолев представляющего Венгрию Мурада Курамагомедова завоевал бронзовую медаль. В мае 2021 года в Одессе на международном турнире «Черное море» занял 2 место. С 2022 года снова выступает за Россию. 23 июня 2023 года в полуфинале чемпионата России в Каспийске уступил Гаджимураду Алихмаеву из Брянской области.

## Личная жизнь
Уроженец Махачкалы. По национальности — аварец. Является выходцем из селения Согратль Гунибского района. Выпускник Дагестанского государственного университета.

## Спортивные результаты
- Чемпионат Украины по вольной борьбе 2021 — ;
- Кубок памяти Ивана Ярыгина 2024 — ;[9]